# What It Means to Be Defeated
What It Means to Be Defeated ist das Debütalbum der US-amerikanischen Post-Hardcore-/Metalcore-Band Dayseeker. Es erschien am 29. Oktober 2013 über dem kalifornischen Independent-Label inVogue Records.

## Hintergrund
Anfang 2013 veröffentlichte die Band eine EP mit unbekanntem Titel, auf der die drei Lieder What It Means to Be Defeated, Collision.Survive und Resurrect zu hören sind, welche später allesamt für das Album neu eingespielt wurden. Am 7. Juli 2013 erfolgte die Unterschrift beim US-amerikanischen Independent-Label InVogue Records. Zeitgleich wurde mit Hollow Shell das erste Lied aus dem kommenden Debütalbum veröffentlicht. Auch wurde ein Live-Musikvideo zu Collision.Survive veröffentlicht.
Bei der Erstpressung des Albums wirkte Produzent Joey Sturgis mit, welcher das Album masterte. Bei der Neupressung des Albums, welche am 24. November 2014 erschien, wurde das Album von Tom Denney remastered. Drei Tage vor Veröffentlichung des Albums wurde es komplett über der Webseite des US-amerikanischen Musikmagazins Alternative Press in voller Länge gestreamt.

## Werbung und Erfolg
Im November und Dezember 2013 tourte die Band mit Kingdom of Giants und Adestria für drei Wochen durch die Vereinigten Staaten um für das Album zu werben. Im April und Mai 2014 war die Band unter anderem im Rahmen der Artery Across The Nation Tour mit Upon This Dawning und The Browning unterwegs. Im März und April 2015 tourt die Gruppe mit Courage My Love und Hawthorne Heights erneut durch die Staaten.
Wie oft sich die erste Auflage des Albums verkaufte, ist nicht bekannt. Die Neupressung, welche vier Akustikstücke als Bonusmaterial aufweist, verkaufte sich laut der Kolumne Metal by Numbers lediglich 410 mal innerhalb der ersten Verkaufswoche.

## Kritiken
Leslie Shirley vom Volted Magazine lobte das musikalische Können aller Musiker der Band über die Länge des kompletten Albums hinweg und beschrieb das Album durchweg als fantastisch. Auch bei Reviews from the Cave kam das Album positiv an. Der Kritiker beschrieb die klar gesungenen Parts als himmlisch, wobei jedoch die geschriehenen Stücke die volle Aufmerksamkeit erregten. Den musikalischen Sound beschrieb der Rezensent als passend, sowohl zu den cleanen als auch zu den gescreamten Parts des Albums, was für den Kritik unerwartet war.
Hannah Park von Punktastic beschrieb, dass die Dynamik des gesamten Albums die Band von anderen heutigen Post-Hardcore-Bands abheben lasse. Sie vergleicht die Musik der Gruppe mit Bands wie Bring Me the Horizon und Memphis May Fire. Park prophezeit, dass es Dayseeker schaffen könnten in der näheren Zukunft zu einer großen Band der Szene zu werden, sollten sie weiterhin derartige Musik zustande bringen. Sebastian Valks vom niederländischen Smash Press schrieb der Gruppe musikalische Ähnlichkeit zu Gruppen wie Northlane und Periphery zu.
Shrum vom New Noise Magazine beschreibt, dass die Tempoveränderungen innerhalb der einzelnen Lieder den Gesang von Rory Rodriguez passend stützen und somit gut zur Geltung kommen. Den Gesang von Rodriguez setzt er im guttural vorgetragenen Stücken mit At the Skylines gleich, während er die Stimme in klar gesungenen Parts als Soul-inspiriert beschreibt. Etwas ruhiger beschreibt Cody Endres das Album. Er schreibt, dass die Stücke nicht als peinlich und lobt die Kreativität, welche die Musiker an den Tag legen.